# Guérilla italienne en Éthiopie
Théâtre africain de la Seconde Guerre mondiale
Batailles
Affrontements
- Soudan
- Invasion italienne du Somaliland (Tug Argan)
- Côte française des Somalis
- Convoi BN 7
- Agordat
- Appearance
- Keren
- Saïo
- Amba Alagi
- Culqualber
- Gondar
- Guérilla italienne en Éthiopie

Articles associés
- Force Gidéon
- Résistance éthiopienne
- Flottille de la mer Rouge
- Desert Air Force
- East Indies Station
- East Africa Command

La guérilla italienne en Éthiopie est un conflit interne mené de l'été 1941 à l'automne 1943 par les restes des troupes italiennes en Éthiopie et en Somalie, dans une tentative de courte durée de rétablir l'Afrique orientale italienne. La campagne de guérilla a été menée à la suite de la défaite italienne lors de la campagne d'Afrique de l'Est de la Seconde Guerre mondiale, alors que la guerre faisait toujours rage en Afrique du Nord et en Europe.

## Contexte
Au moment où Haïlé Sélassié, l'empereur d'Éthiopie, entra triomphalement à Addis-Abeba en mai 1941, la défaite militaire des forces de Mussolini en Éthiopie par les armées combinées des partisans éthiopiens et des troupes alliées (principalement de l'Empire britannique) était assurée. Lorsque le général Guglielmo Nasi rendit avec les honneurs militaires les dernières troupes de l'armée coloniale italienne en Afrique de l'Est à Gondar en novembre 1941, nombre de ses effectifs décidèrent de déclencher une guérilla dans les montagnes et les déserts d'Éthiopie, d'Érythrée et de Somalie. Près de 7 000 soldats italiens (selon l'historien Alberto Rosselli) participèrent à la campagne de guérilla dans l'espoir d'une victoire de l'armée germano-italienne de Rommel en Égypte (faisant de la Méditerranée une Mare Nostrum italienne), afin de reconquérir les territoires récemment libérés. Une partie du site Web de l'Imperial War Museum sur la défaite italienne en Afrique de l'Est note que « plusieurs milliers [de soldats italiens] se sont échappés pour mener une guérilla jusqu'en septembre 1943, lors de la reddition de l'Italie aux Alliés ».

## Prélude
Il y avait à l'origine deux principales organisations de guérilla italienne : le Fronte di Resistenza (Front de Résistance) et les Figli d'Italia (Fils d'Italie). Le Fronte di Resistenza était une organisation militaire dirigée par le colonel Lucchetti et centrée dans les principales villes de l'ancienne Afrique orientale italienne. Ses principales activités étaient le sabotage militaire et la collecte d'informations sur les troupes alliées à envoyer en Italie de plusieurs manières. L'organisation Figli d'Italia a été créée en septembre 1941 par les Chemises noires de la « Milizia Volontaria per la Sicurezza Nazionale » (une organisation fasciste de soldats volontaires). Ils s'engagèrent dans une guerre de guérilla contre les troupes alliées et harcelèrent les civils italiens et les soldats coloniaux (askaris) qui avaient été surnommés « traîtres » pour avoir coopéré avec les forces alliées et éthiopiennes.
Les autres groupes étaient les combattants « Tigrés » du lieutenant Amedeo Guillet en Érythrée et le groupe de guérilla du major Gobbi basé à Dessie. Dès le début de 1942, un groupe de guérilla opérait en Érythrée, sous le commandement du capitaine Aloisi, qui se consacrait à aider les Italiens à s'échapper des camps de prisonniers de guerre britanniques d'Asmara et de Decameré. Dans les premiers mois de 1942 (à cause de l'invasion italienne du Somaliland britannique en août 1940), des guérilleros italiens opéraient aussi au Somaliland britannique.
Bien qu'essentiellement autonomes, les guérilleros ont parfois reçu le soutien et les encouragements de l'Italie continentale. Le 9 mai 1942, la Regia Aeronautica organisé un vol Savoia-Marchetti SM.75 longue distance de vingt-huit heures au-dessus d'Asmara, larguant des tracts de propagande destinés aux colons italiens, citant notamment « Rome ne vous a pas oublié, nous reviendrons ». Plusieurs Érythréens et Somaliens (et même quelques Éthiopiens) fournirent de l'aide à la guérilla italienne. Mais leur nombre diminua après la défaite des forces de l'Axe à la bataille d'El Alamein en 1942.
Ces unités de guérilla (appelées Bande en italien) ont pu opérer dans une zone très étendue, du nord de l'Érythrée au sud de la Somalie. Leur armement se composait principalement de vieux fusils Carcano, de pistolets Beretta, de mitrailleuses Fiat et Schwarzlose, de grenades à main, de dynamite et même de quelques petits canons de 65 mm. Mais ceux-ci manquaient toujours de grandes quantités de munitions.

## Guerre de guérilla
À partir de janvier 1942, nombre de ces Bande commencèrent à opérer sous les ordres coordonnés du général Muratori (commandant de la Milizia fasciste). Il put encourager une révolte contre les forces alliées de la tribu Azebo Oromo dans le nord de l'Éthiopie, qui avait des antécédents de rébellion. La révolte n'a été réprimée par les forces alliées opérant aux côtés de l'armée éthiopienne qu'au début de 1943.
Au printemps 1942, même Hailé Sélassié (qui déclarait dans son autobiographie que « les Italiens ont toujours été le fléau du peuple éthiopien») commença à ouvrir des voies diplomatiques de communication avec les insurgés italiens, impressionné par la victoire de Rommel à Tobrouk, en Libye. Si les forces de l'Axe avaient atteint l'Éthiopie, le major Lucchetti déclara (après la guérilla) que l'Empereur était prêt à accepter un protectorat italien à ces conditions :
1. une amnistie totale pour tous les Ethiopiens condamnés par l'Italie
2. la présence d'Éthiopiens à tous les niveaux de l'administration
3. la participation de l'empereur Hailé Sélassié au futur gouvernement du protectorat[12]

À l'été 1942, les unités les plus performantes furent celles dirigées par le colonel Calderari en Somalie, le colonel Di Marco dans l'Ogaden, le colonel Ruglio parmi les Danakil et le « centurion Blackshirt » De Varda en Éthiopie. Leurs embuscades forcèrent les Alliés (conduits par William Platt avec la British Military Mission to Ethiopia) à envoyer des troupes, avec des avions et des chars, du Kenya et du Soudan vers les territoires ravagés par la guérilla de l'ancienne Afrique orientale italienne. Cet été-là, les autorités alliées décident d'interner la majorité de la population italienne de la côte somalienne, afin d'éviter qu'elle n'entre en contact avec des sous-marins japonais. En octobre 1942, la guérilla italienne commença à s'essouffler à cause de la défaite italo-allemande à la bataille d'El Alamein et de la capture du major Lucchetti (chef de l'organisation Fronte di Resistenza).
La guérilla se poursuivit jusqu'à l'été 1943, lorsque les soldats italiens restants commencèrent à détruire leurs armements et dans certains cas, fuirent en Italie, comme le lieutenant Amedeo Guillet (surnommé « le commandant du diable » par les Britanniques) qui atteignit Tarente le 3 septembre 1943. Il demanda au ministère italien de la Guerre un « avion chargé d'équipements à utiliser pour des attaques de guérilla en Érythrée», mais l'armistice italien quelques jours plus tard mit fin à son plan.
L'un des derniers soldats italiens à se rendre aux forces alliées était Corrado Turchetti, qui écrit notamment dans ses mémoires que certains soldats continuèrent à tendre des embuscades aux troupes alliées jusqu'en octobre 1943. Le tout dernier officier italien ayant combattu dans la guérilla était le colonel Nino Tramonti en Érythrée.

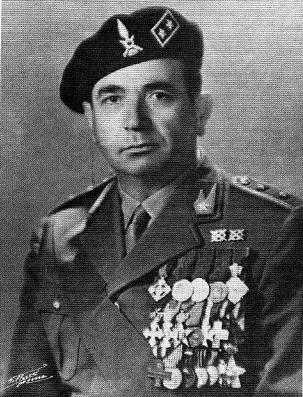
Francesco De Martini.

## Actions remarquables
Parmi les nombreux Italiens ayant mené des actions de guérilla entre décembre 1941 et septembre 1943, deux méritent d'être cités :
- Francesco De Martini (en), capitaine du Servizio Informazioni Militari (ou SIM) qui en janvier 1942 fit exploser un dépôt de munitions à Massaua, en Érythrée et organisa un groupe de marins érythréens (avec de petits bateaux appelés sambuco) afin d'identifier, et d'informer Rome avec sa radio, des mouvements de la Royal Navy dans toute la mer Rouge jusqu'à sa capture à Dahlak Kebir en août 1942[18]. De Martini reçut la médaille d'honneur d'or italienne[19].
- Rosa Dainelli (en), une médecin qui réussit en août 1942 à pénétrer dans le principal dépôt de munitions de l'armée britannique à Addis-Abeba, et à le faire exploser, survivant miraculeusement à l'énorme explosion[20]. Son sabotage détruisit les munitions de la nouvelle mitraillette britannique Sten, retardant de plusieurs mois l'utilisation de la pièce d'équipement nouvellement créée. La doctoresse Dainelli fut citée pour la médaille d'honneur italienne en fer (croce di ferro[21]). Certaines sources affirment que la date de l'attaque était en fait le 15 septembre 1941[22].

## Liste des principaux officiers de la guérilla italienne
- Lieutenant Amedeo Guillet en Érythrée
- Capitaine Francesco De Martini (en) en Érythrée
- Commandant de la marine Paolo Aloisi en Éthiopie
- Capitaine Leopoldo Rizzo en Éthiopie
- Colonel Di Marco en Ogaden
- Colonel Ruglio à Debub-Keih-Bahri
- Général (chemise noire) Muratori en Éthiopie/Érythrée
- Officier (chemise noire) De Varda en Éthiopie
- Officier (chemise noire) Luigi Cristiani en Érythrée
- Major Lucchetti en Éthiopie
- Major Gobbi à Dessie
- Colonel Nino Tramonti en Érythrée
- Colonel Calderari en Somalie
- Officier Ascari Hamid Idris Awate en Érythrée